# Лідихівка
Лі́дихівка — село в Україні,  у Теофіпольській селищній громаді Хмельницького району Хмельницької області. Населення становить 279 осіб. До 2020 орган місцевого самоврядування — Лідихівська сільська рада.

## Історія
Село до 1920 року називалося Лєдуховка. Перша писемна згадка про нього припадає на 1583 рік, коли воно було маєтком панів Івана та Дачка Лєдуховських. Назва села походить від прізвища власників.
Станом на 1886 рік в колишньому власницькому селі Теофіпольської волості Старокостянтинівського повіту Волинської губернії мешкало 410 осіб, налічувалось 83 дворових господарства, існувала православна церква, школа й постоялий будинок.
За переписом 1897 року кількість мешканців зросла до 637 осіб (313 чоловічої статі та 324 — жіночої), з яких 622 — православної віри.
7 (20) листопада 1917 року, відповідно до.Третього Універсалу Української Центральної Ради, увійшло до складу Української Народної Республіки.
12 червня 2020 року, відповідно до розпорядження Кабінету Міністрів України № 727-р «Про визначення адміністративних центрів та затвердження територій територіальних громад Хмельницької області», увійшло до складу Теофіпольської селищної громади.
19 липня 2020 року, в результаті адміністративно-територіальної реформи та ліквідації Теофіпольського району, село увійшло до складу Хмельницького району.

## Відомі люди
- Мартинюк Арсен Григорович (1898—1982) — український вчений у галузі медицини.